# Liste der Biografien/Chab
Liste der Biografien |
Portal Biografien |
Personensuche
# |
A |
B |
C |
D |
E |
F |
G |
H |
I |
J |
K |
L |
M |
N |
O |
P |
Q |
R |
S |
T |
U |
V |
W |
X |
Y |
Z |
?
 
Ca |
Cb |
Cc |
Ce |
Ch |
Ci |
Cj |
Ck |
Cl |
Cm |
Cn |
Co |
Cr |
Cs |
Ct |
Cu |
Cv |
Cw |
Cy |
Cz
 
Cha |
Chb |
Che |
Chh |
Chi |
Chk |
Chl |
Chm |
Chn |
Cho |
Chr |
Cht |
Chu |
Chv |
Chw |
Chy
 
Chaa |
Chab |
Chac |
Chad |
Chae |
Chaf |
Chag |
Chah |
Chai |
Chaj |
Chak |
Chal |
Cham |
Chan |
Chao |
Chap |
Chaq |
Char |
Chas |
Chat |
Chau |
Chav |
Chaw |
Chay |
Chaz
Die Liste der Biografien führt alle Personen auf, die in der deutschsprachigen Wikipedia einen Artikel haben. Dieses ist eine Teilliste mit 112 Einträgen von Personen, deren Namen mit den Buchstaben „Chab“ beginnt.

## Chab
- Chab, Schweizer DJ und Musikproduzent

### Chaba
- Chaba, 4. König der 3. Dynastie im alten Ägypten
- Chabaane, Redouane (* 1986), algerischer Radrennfahrer
- Chabada, Ján (1915–1970), slowakischer evangelisch-lutherischer Theologe
- Chabada, Martin (* 1977), tschechischer Eishockeyspieler
- Chabaille, Polycarpe (1796–1863), französischer Romanist und Mediävist
- Chabal, Patrick (1951–2014), Historiker
- Chabal, Sébastien (* 1977), französischer RugbyspielerSébastien Chabal (* 1977)

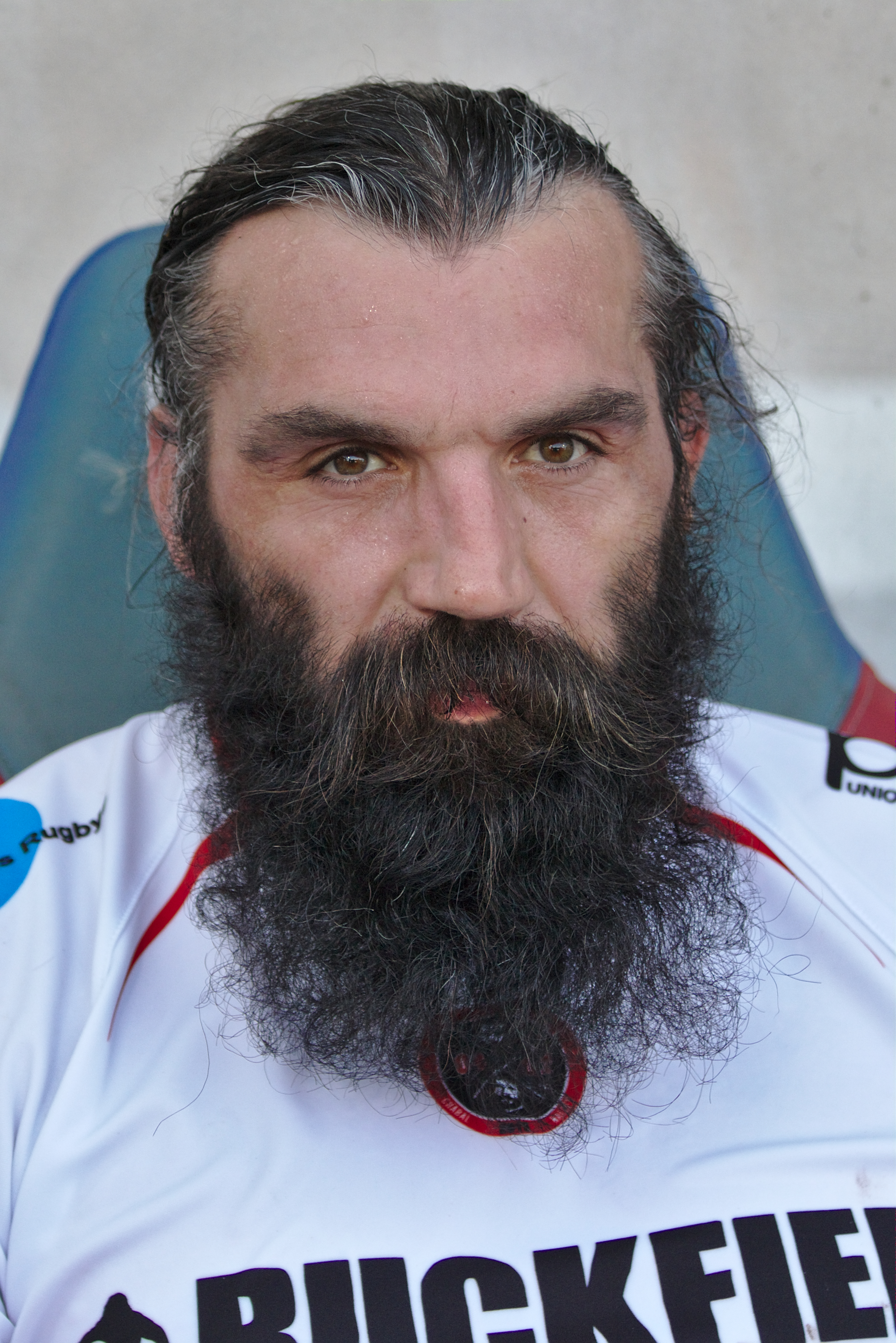
Sébastien Chabal (* 1977)

- Chabal, Yves (* 1952), US-amerikanischer Physiker
- Chabalaschwili, Konstantin (* 1992), georgischer Ringer
- Chabalowa, Asa (* 1958), südossetische Politikerin
- Chaban-Delmas, Jacques (1915–2000), französischer Politiker, Mitglied der Nationalversammlung
- Chabane, Collins (1960–2015), südafrikanischer Politiker
- Chabaneau, Camille (1831–1908), französischer Romanist und Provenzalist
- Chabaneau, Pierre-François (1754–1842), französischer Chemiker
- Chabaneix, Philippe (1898–1982), französischer Dichter
- Chabanel, Noël (1613–1649), jesuitischer Missionar und Märtyrer
- Chabangu, Lerato (* 1985), südafrikanischer Fußballspieler
- Chabani, Mohamed (1934–1964), algerischer Politiker
- Chabannes, Antoine de (1408–1488), französischer Adliger und Militär, Großmeister von Frankreich
- Chabannes, Augustin de (1769–1844), französische Trappistin, Priorin, Äbtissin und Klostergründerin
- Chabannes, Charles de († 1552), französischer Adliger und Militär, sowie kurze Zeit Gouverneur von Lyon
- Chabannes, Jacques I. de († 1453), französischer Adliger und Militär, Großmeister von Frankreich
- Chabannes, Jacques II. de († 1525), französischer Adliger und Militär, Großmeister von Frankreich, Marschall von Frankreich
- Chabanon, Gérard (* 1948), französischer Ordensgeistlicher und katholischer Missionar, Generaloberer der Weißen Väter
- Chabanon, Michel-Paul-Guy de (1730–1792), französischer Geiger, Komponist, Musiktheoretiker, Autor, Übersetzer und Mitglied der Académie française
- Chabareli, Schota Dmitrowitsch (* 1958), sowjetischer Judoka
- Chabarow, Jaroslaw Wassiljewitsch (* 1989), russischer Eishockeyspieler
- Chabarow, Jerofei Pawlowitsch (1603–1671), russischer Seefahrer und Entdecker
- Chabarow, Leonid Wassiljewitsch (* 1947), sowjetischer und russischer Offizier
- Chabarowa, Irina Sergejewna (* 1966), russische Leichtathletin
- Chabarowa, Klawdija Iwanowna (1927–2014), sowjetische bzw. russische Schauspielerin und Sängerin
- Chabas, François (1817–1882), französischer Ägyptologe
- Chabas, Maurice (1862–1947), französischer Maler des Symbolismus
- Chabas, Paul Émile (1869–1937), französischer Maler
- Chabat, Alain (* 1958), französischer Schauspieler, Filmproduzent, -regisseur und DrehbuchautorAlain Chabat (* 1958)

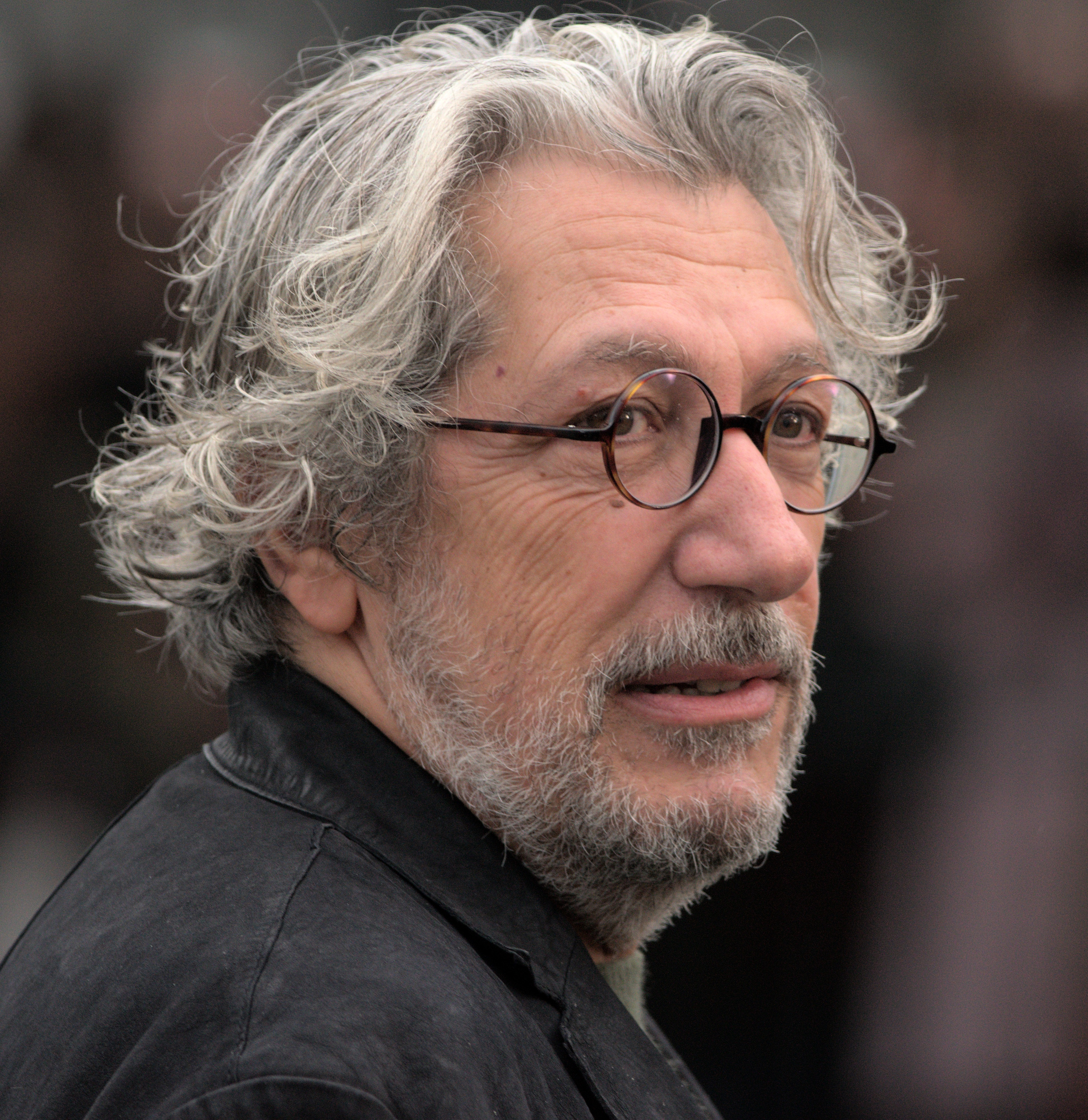
Alain Chabat (* 1958)

- Chabat, Roberto (* 1984), mexikanischer Eishockeyspieler
- Chabauchnum/Biu, altägyptischer Beamter der 6. Dynastie
- Chabaud, Alain (1923–2013), französischer Mediziner und Parasitologe
- Chabaud, Auguste (1882–1955), französischer Maler und Bildhauer
- Chabaud, Catherine (* 1962), französische Journalistin, Seglerin und Politikerin (MoDem), MdEP
- Chabaud, François (* 1971), französischer Triathlet
- Chabaud-Latour, François de (1804–1885), französischer General und Staatsmann
- Chabausokar, Gemahl der Nefer-Hetepes in der Zeit von Djoser
- Chabauty, Claude (1910–1990), französischer Mathematiker
- Chabay, Leslie (1907–1989), ungarischer Opern-, Oratorien- und Konzertsänger (Tenor) sowie Hochschullehrer

### Chabb
- Chabbāb ibn al-Aratt († 657), arabischer Sklave, Anhänger Mohammeds
- Chabbasch, ägyptischer Pharao und Gegenkönig
- Chabbert, Jean (1920–2016), französischer Geistlicher, römisch-katholischer Bischof von Perpignan-Elne
- Chabbert, Sébastien (* 1978), französischer Fußballtorwart
- Chabbey, Elise (* 1993), Schweizer Radrennfahrerin
- Chabbi, Lassaad (* 1961), österreichischer Fußballtrainer
- Chabbi, Seifedin (* 1993), österreichischer Fußballspieler
- Chabbouh, Ibrahim, Generaldirektor des Aal al-Bayt Instituts für islamisches Denken

### Chabe
- Chabechnet, altägyptischer Künstler
- Chabel, Monika (* 1992), polnische Ruderin
- Chabel, Wiktor (* 1985), polnischer Ruderer
- Chabelowi, Leri (* 1964), sowjetischer bzw. russischer Ringer und georgischer Politiker
- Chabenat, Gilles (* 1963), französischer Musiker, er spielt elektro-akustische Alto-Drehleier
- Chabenski, Konstantin Jurjewitsch (* 1972), russischer Entertainer und SchauspielerKonstantin Jurjewitsch Chabenski (* 1972)

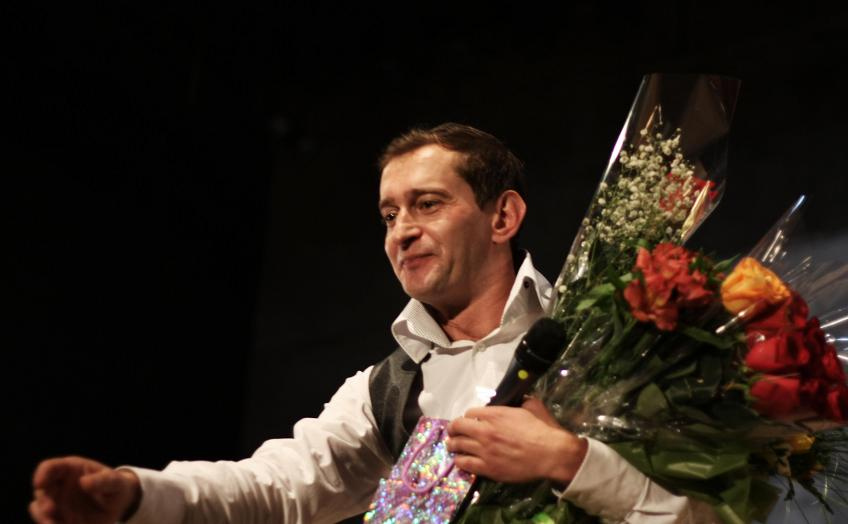
Konstantin Jurjewitsch Chabenski (* 1972)

- Chábera, Jan (* 1984), tschechischer Eishockeytorwart
- Chabert, Bernard († 1235), Bischof von Genf; Erzbischof von Embrun
- Chabert, Dorothea (1931–2021), deutsche Keramikkünstlerin
- Chabert, Ivan (1792–1859), französischer Zauberkünstler
- Chabert, Jos (1933–2014), belgischer Politiker (CD&V)
- Chabert, Lacey (* 1982), US-amerikanische Schauspielerin und SynchronsprecherinLacey Chabert (* 1982)

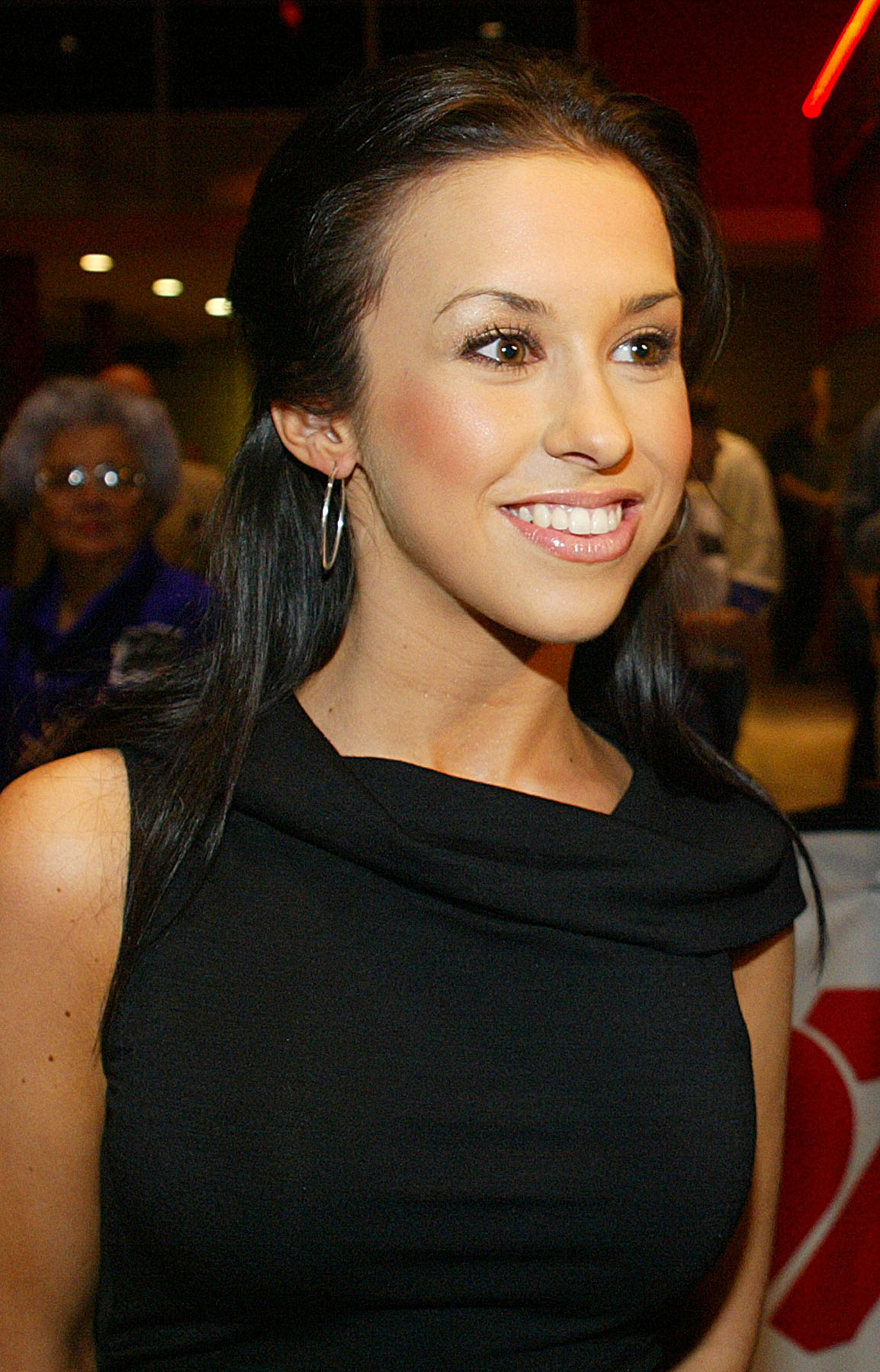
Lacey Chabert (* 1982)

- Chabert, Thomas (1766–1841), österreichischer Orientalist

### Chabi
- Chabi Kao, Christiane (* 1963), Beninische Filmregisseurin
- Chabib, Jakob ben Salomo, spanisch-jüdischer Gelehrter und Rabbiner
- Chabibow, Ansor Muchamaddowudowitsch (* 2003), russischer Fußballspieler
- Chabibulin, Musachit Machijanowitsch (* 1933), sowjetischer Eisschnellläufer
- Chabibulin, Nikolai Iwanowitsch (* 1973), russischer Eishockeytorwart
- Chabibulin, Timur (* 1995), usbekisch-kasachischer Tennisspieler tatarischer Herkunft
- Chabior, Monika (* 1980), polnische Kommunalbeamtin und stellvertretende Stadtpräsidentin
- Chabirow, Radij Faritowitsch (* 1964), russischer Politiker

### Chabl
- Chablais, Alain (* 1969), schweizerisch-französischer Jurist
- Chable, Charlotte (* 1994), Schweizer Skirennläuferin
- Chabloz, Jean-Marc (* 1967), Schweizer Biathlet
- Chabloz, Yannick (* 1999), Schweizer Skirennläufer

### Chabo
- Chabod, Federico (1901–1960), italienischer Historiker
- Chabon, Michael (* 1963), US-amerikanischer Schriftsteller
- Chabot, Alexandre (* 1981), französischer Kletterer
- Chabot, Anthony (1813–1888), Geschäftsmann und Unternehmer
- Chabot, Cécile (1907–1990), kanadische Lyrikerin, Erzählerin und Malerin
- Chabot, François (1756–1794), französischer Politiker
- Chabot, Frédéric (* 1968), kanadischer Eishockeytorhüter
- Chabot, Henri (1616–1655), französischer Aristokrat
- Chabot, Jean-Baptiste (1860–1948), französischer katholischer Geistlicher und Orientalist
- Chabot, Jean-Baptiste de (1740–1819), französischer römisch-katholischer Geistlicher, Bischof von Mende
- Chabot, Jeff (* 1998), deutscher FußballspielerJeff Chabot (* 1998)

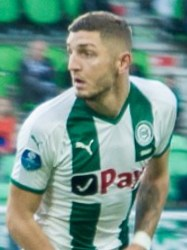
Jeff Chabot (* 1998)

- Chabot, John (* 1962), kanadischer Eishockeyspieler und -trainer
- Chabot, Lorne (1900–1946), kanadischer Eishockeyspieler
- Chabot, Philippe (1492–1543), französischer Admiral
- Chabot, Steve (* 1953), amerikanischer Politiker der Republikanischen Partei
- Chabot, Thomas (* 1997), kanadischer Eishockeyspieler
- Chaboud, Eugène (1907–1983), französischer Automobilrennfahrer
- Chaboudez, Aurélie (* 1993), französische Leichtathletin

### Chabr
- Chabrat, Jacques (1910–1970), französischer Politiker, Mitglied der Nationalversammlung und Unternehmer
- Chabria, Suresh, indischer Filmwissenschaftler und Hochschullehrer
- Chabrias († 357 v. Chr.), Athener Feldherr und Händler
- Chabrier, Emmanuel (1841–1894), französischer Komponist und Pianist
- Chabrier, Gilles, französischer Astrophysiker
- Chabrijewa, Talija Jarullowna (* 1958), sowjetische bzw. russische Juristin und Hochschullehrerin
- Chabris, Christopher (* 1966), amerikanischer Experimentalpsychologe
- Chabrol, Claude (1930–2010), französischer Filmregisseur, Drehbuchautor, Filmproduzent und SchauspielerClaude Chabrol (1930–2010)

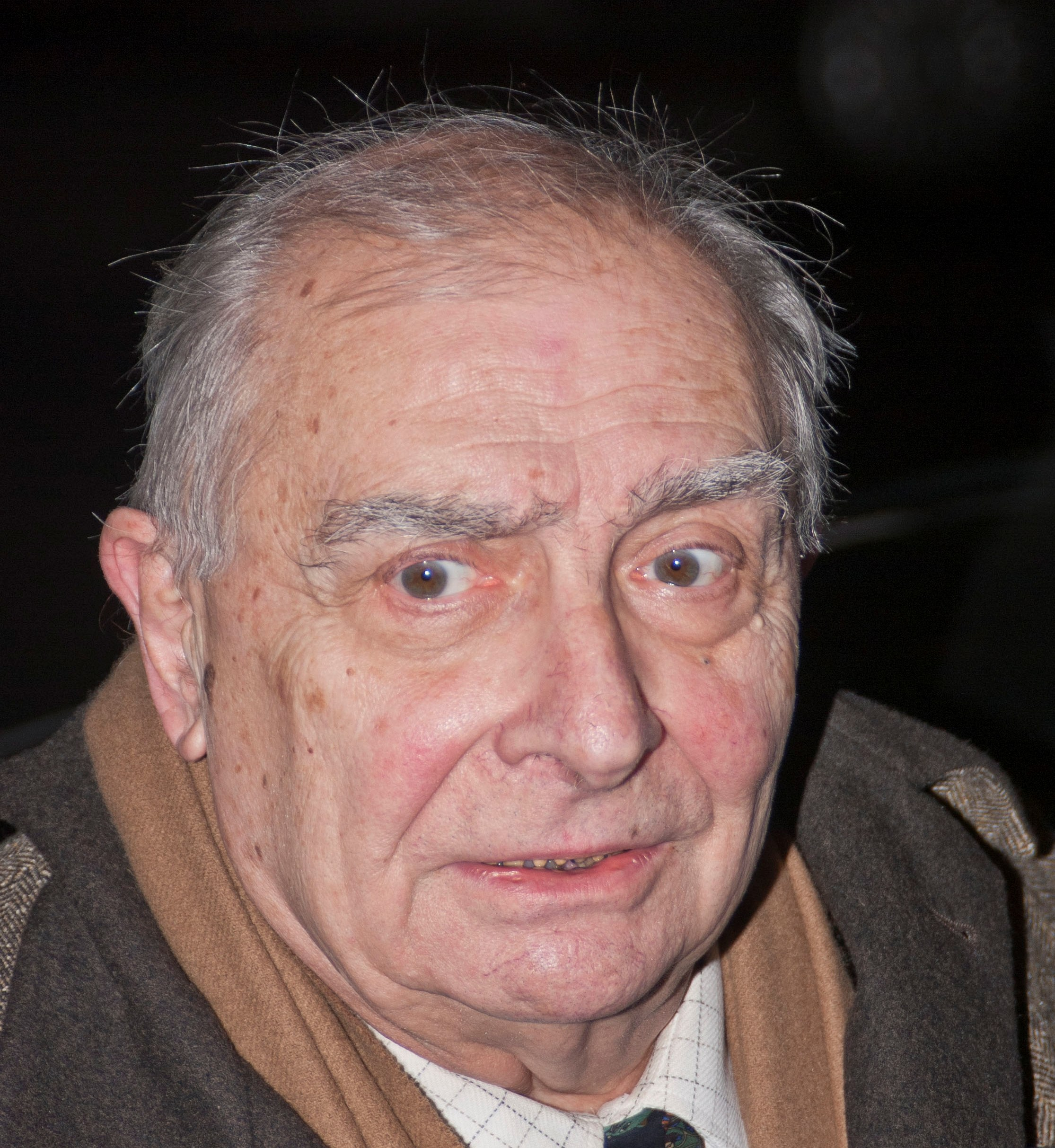
Claude Chabrol (1930–2010)

- Chabrol, Gaspard de (1773–1843), französischer Verwaltungsbeamter
- Chabrol, Jean-Pierre (1925–2001), französischer Schriftsteller
- Chabrol, Matthieu (* 1956), französischer Filmkomponist
- Chabrolle, Florian (* 1998), französisch-algerischer Fußballspieler
- Chabroullet, Denis (* 1953), französischer Regisseur und Autor
- Chabrowski, Yvon, Bildende Künstlerin

### Chabu
- Chabutdinow, Rawil Nesamowitsch (1928–1997), sowjetischer Gewichtheber